# HD 147977
HD 147977，又名CP-58 6800，SAO 243836、HR 6114，是一颗恒星，视星等为5.69，位于銀經328.12，銀緯-6.78，其B1900.0坐标为赤經16h 19m 48.9s，赤緯-58° -6.78′ 20″。